# 11280 Сакурай
11280 Сакурай (11280 Sakurai) — астероїд головного поясу, відкритий 9 жовтня 1989 року.
Тіссеранів параметр щодо Юпітера — 3,574.
Названо на честь Сакурай (яп. さくらい(桜井) сакурай).